# Karl-Peter Hadeler
Karl-Peter Hadeler (Hamburgo, 16 de outubro de 1936 – 3 de fevereiro de 2017) foi um matemático alemão, que trabalhou com biomatemática. Foi professor da Universidade de Tübingen. 
Hadeler obteve um doutorado em 1965 na Universidade de Hamburgo, orientado por Lothar Collatz, com a tese Einschließungssätze bei normalen und bei positiven Operatoren. De 1967 a 1971 foi privatdozent na Universidade de Hamburgo, sendo depois professor ordinário em Tübingen. Organizou com Collatz na década de 1970 seminários sobre métodos numéricos em problemas de autovalores e autovetores.

## Obras
- Mathematik für Biologen, Heidelberger Taschenbücher 129, Springer 1974
- com Johannes Müller: Cellular Automata: Analysis and Applications, Springer 2017
- com O. Diekmann, R. Durrett, P. Maini, H.L. Smith, O. Diekmann, V. Capasso: Mathematics inspired by biology (CIME Lectures, Martina Franca 1997), Lecture notes in mathematics, Springer 2000 (por Hadeler: Reaction Transport Systems in Biological Modeling, p. 95-150)